# Golăiești
Golăiești – wieś w Rumunii, w okręgu Jassy, w gminie Golăiești. W 2011 roku liczyła 1783 mieszkańców.